# Thysanopsis albicauda
Thysanopsis albicauda är en tvåvingeart som beskrevs av Townsend 1917. Thysanopsis albicauda ingår i släktet Thysanopsis och familjen parasitflugor. Inga underarter finns listade i Catalogue of Life.